# البقيع
البقيع هي المقبرة الرئيسة لأهل المدينة المنورة منذ عهد الرسول محمد ﷺ، ومن أقرب الأماكن التاريخية إلى مبنى المسجد النبوي حاليًّا، ويقع في مواجهة القسم الجنوبي الشرقي من سُوْرِه، وقد ضمت إليه أراضٍ مجاورة وبني حوله سور جديد مرتفع مكسو بالرخام. ولا تزال المقبرة مستخدمة حتى الآن. وموضع البقيع يقصد به بقيع الغرقد المنسوب إلى شجر الغرقد وهو يختلف عن بقيع الزبير وبقيع الخيل وبقيع الخبجبة وبقيع الخضمات. وتبلغ مساحته الحالية مئة وثمانين ألف متر مربع؛ يضم بقيع الغرقد رُفات الآلاف المؤلفة من أهل المدينة ومن توفي فيها من المجاورين والزائرين، أو نُقلت جثامينهم على مدى العصور الماضية، وفي مقدمتهم الصحابة الكرام. ويُروى أن عشَرة آلاف صحابي دُفنوا فيه، منهم ذو النورين عثمان بن عفان ثالث الخلفاء الراشدين، وأمَّهات المؤمنين زوجات النبي محمد ﷺ عدا خديجة وميمونة، ودُفنت فيه ابنته فاطمة الزهراء، وابنه إبراهيم، وعمُّ النبي العباس، وعمَّته صفية، وزوجته عائشة بنت أبي بكر الصدِّيق، وحفيده الحسن بن علي، وبعض ذرِّية الحسين مثل علي بن الحسين، ومحمد الباقر، وجعفر الصادق.

## التاريخ
عندما وصل النبي محمد ﷺ المدينة المنورة من مكة المكرمة في سبتمبر 622، كان البقيع أرضًا مغطَّاة بأشجار الغرقد.
عند بناء المسجد النبوي، على الموقع الذي اشتُريَ من طفلين يتيمَين عند وصول النبي بعد هجرته من مكة المكرمة إلى المدينة المنورة، كان أسعد بن زُرارة واحدًا من صحابة النبي محمد قد مات. فاختار النبي الموقع على الفور ليكون مقبرة، وكان أسعد أولَ من دُفن في البقيع من الأنصار.
بينما كان النبي محمد خارج المدينة المنورة في غزوة بدر، شعرت ابنته رقية بالوعكة وتوفيت في عام 624. بعد مدَّة وجيزة وصل النبي محمد من بدر، وتوفي عثمان بن مظعون ودُفن في البقيع، فكان الرفيقَ الأول من أصحاب النبي محمد من المهاجرين الذين دُفنوا في المقبرة.
ودُفن الخليفة عثمان بن عفان في مكان قريب من البقيع اشتراه من رجل أنصاري يُدعى «كوكب». وكانت التوسعة الأولى للبقيع في التاريخ من قِبَل معاوية بن أبي سفيان، أول الخلفاء الأمويين، تكريمًا لعثمان بن عفان، وتم لمعاوية إضافتها إلى مقبرة البقيع، ومن أسماء البقيع «كَفْتة»، مشتق من آية {ألم نجعَلِ الأرضَ كِفاتًا}.سورة المرسلات.

## زيارة النبي للبقيع
عن محمد بن قيس بن مخرمة بن المطلب أنه قال: سمعت عائشة تحدث فقالت: ألا أحدثكم عن النبي صلى الله عليه وسلم وعني؟ قلنا: بلى قالت: (لما كانت ليلتي التي كان النبي صلى الله عليه وسلم فيها عندي انقلب، فوضع رداءه، وخلع نعله، فوضعها عند رجليه)، وذَكَرَتْ قصةَ خروجه إلى البقيع ثم قالت: (فجعلت درعي في رأسي، واختمرت، وتقنعت إزاري، ثم انطلقت على إثره حتى جاء البقيع، فقام، فأطال، ثم رفع يده ثلاث مرات، ثم انحرف). وذكرت قصة عودتها قبله. وفيه قال النبي: (فإن جبريل أتاني فأجبته. فقال: إن ربك يأمرك أن تأتي أهل البقيع فتستغفر لهم)، قالت عائشة: كيف أقول لهم يا رسول الله؟ قال: (قولي السلام على أهل الديار من المؤمنين والمسلمين، ويرحم الله المستقدمين منا والمستأخرين وإنا إن شاء الله بكم للاحقون).

## هدم القباب في البقيع

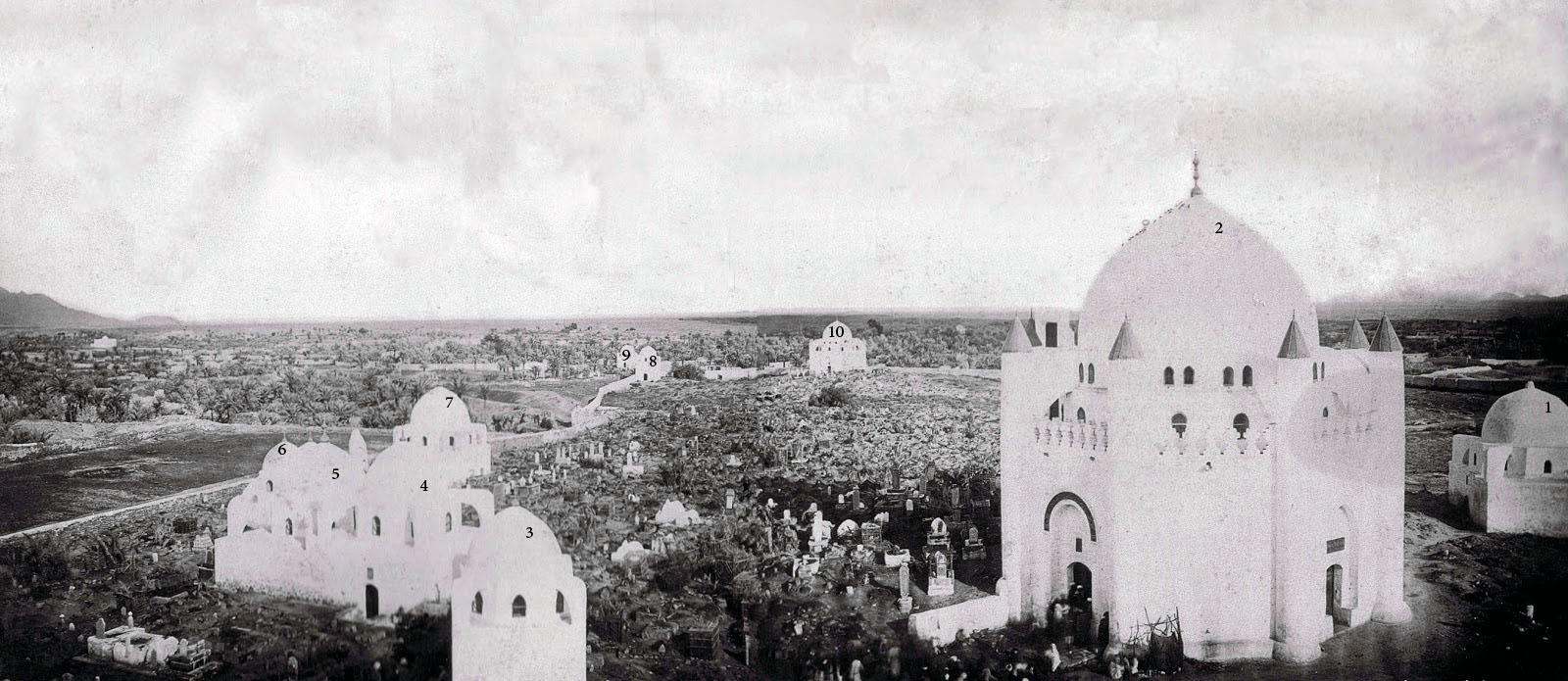
البقيع قبل هدم القباب التي كانت مبنية على القبور.

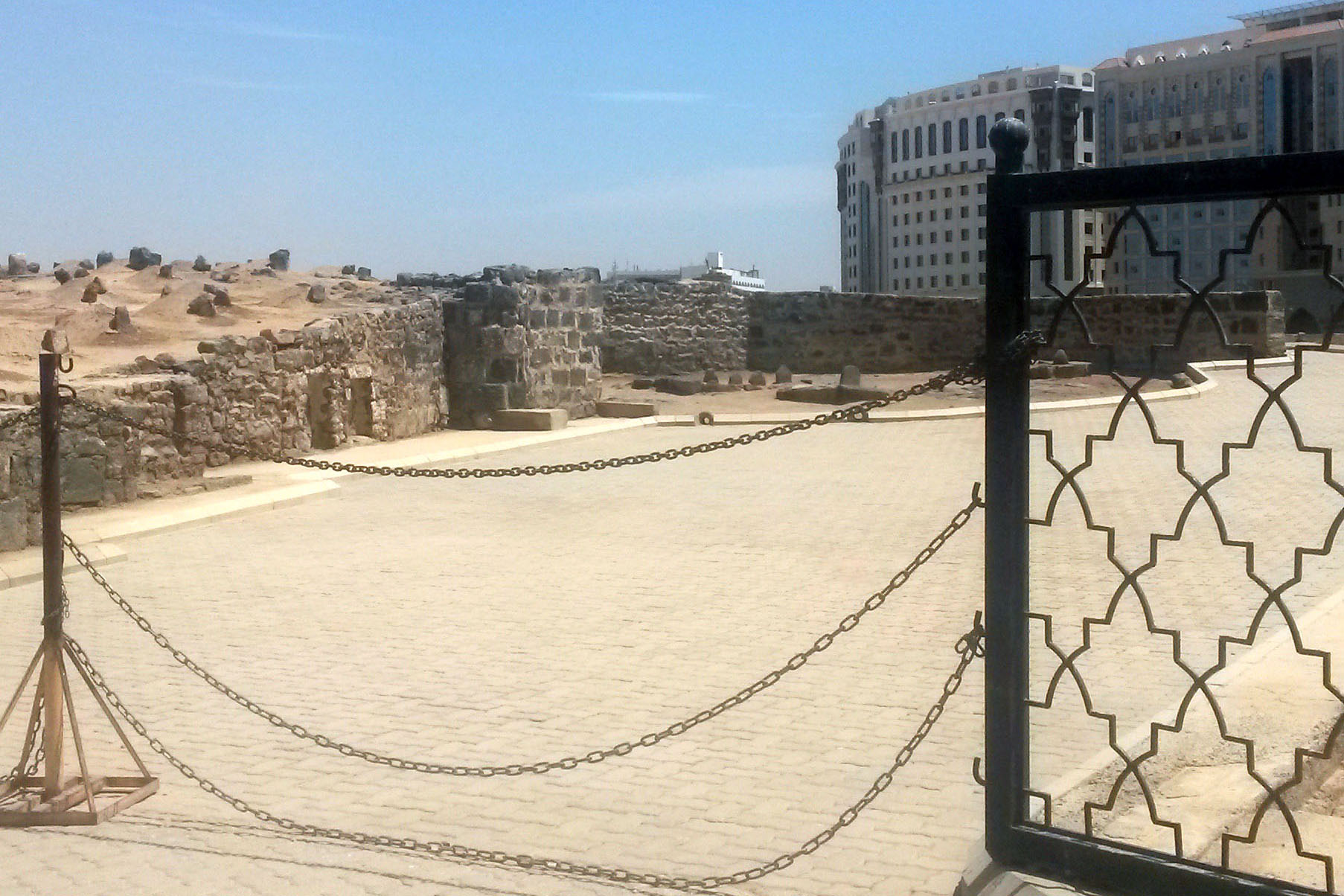

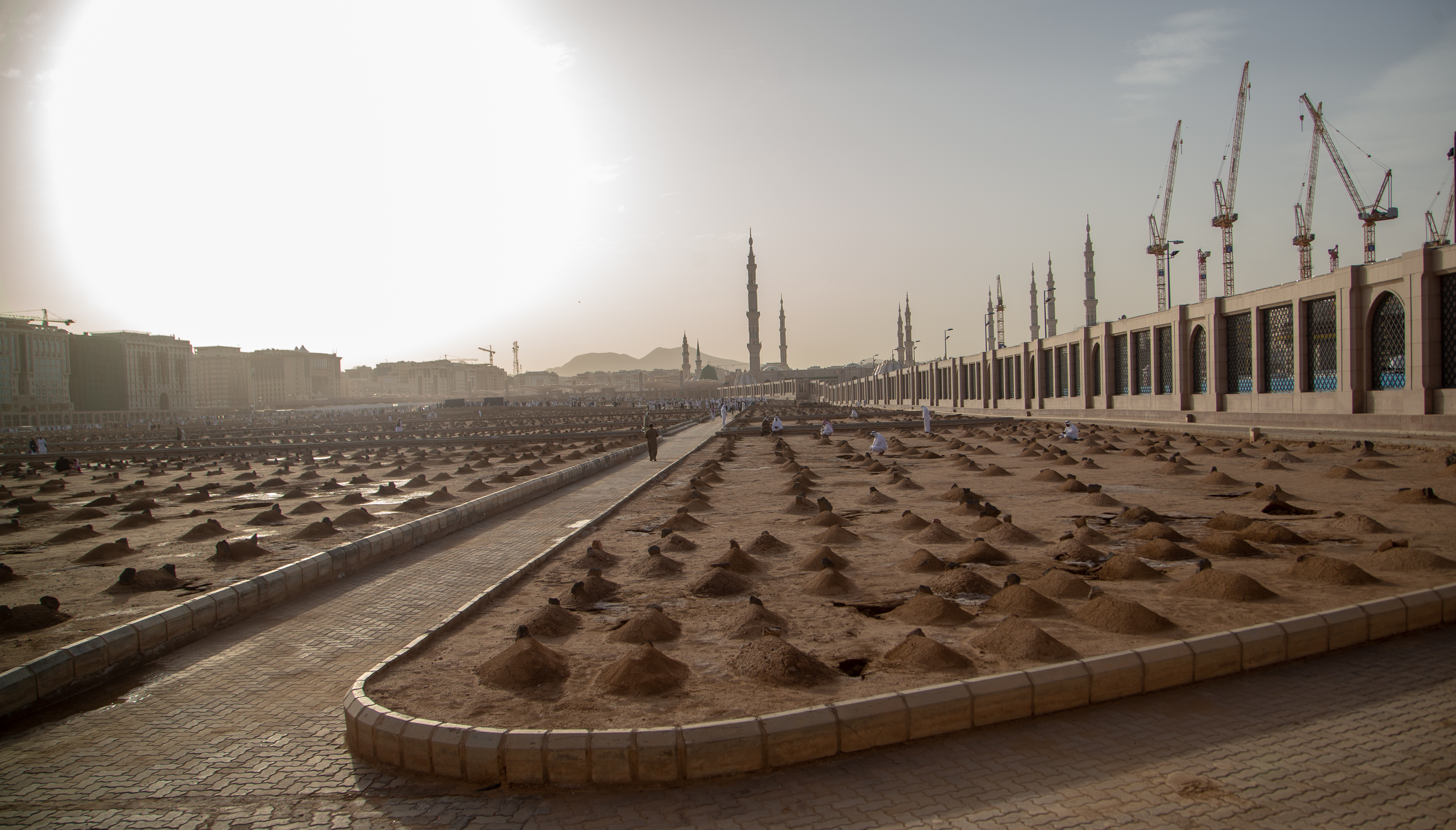
البقيع في 2019

تعتقد الحكومة السعودية بأن التبرك بقبور الأولياء الصالحين وتوجيه الدعاء لهم وطلب الاستعانة والمشافاة وغيرها نوع من أنواع الشرك، وعلى إثر ذلك في يوم 8 شوال 1344 هـ قامت بهدم القباب التي كانت مبنية في البقيع على قبور بعض الصحابة. فهدموا تلك القباب معتمدين على استنباطهم للأحاديث النبوية  وعلى عدم جواز التبرك بالقبور وضرورة اللجوء وتوجيه الدعاء إلى الله مباشرة بالرغم من الاعتراضات التي صدرت من بعض المسلمين حول العالم.

## أشهر من دفن في البقيع

### قرابة النبي محمد
- كل أمهات المؤمنين زوجات النبي محمد دُفِنَّ في البقيع، باستثناء خديجة بنت خويلد، والتي دفنت في مقبرة المعلاة في مكة المكرمة، وميمونة بنت الحارث التي دفنت في وادي سَرِف على بعد حوالي 15 كيلومتر شمال مكة المكرمة على الطريق إلى المدينة المنورة.
- إبراهيم ابن محمد من زوجته ماريا القبطية، حيث توفي وهو رضيع.[10]
- فاطمة بنت أسد، صحابية والدة الخليفة علي.[11]
- صفية بنت عبد المطلب، عمة النبي.[12]
- عاتكة بنت عبد المطلب، عمة النبي.[13]
- فاطمة بنت حزام، والمعروفة باسم أم البنين، التي تزوجت الخليفة علي بعد وفاة فاطمة الزهراء؛ وهي أم العباس وعبد الله وجعفر وعثمان أبناء علي والذين توفوا في معركة كربلاء عند دفاعهم عن أخيهم غير الشقيق الحسين بن علي.[14]
- زينب بنت محمد.[15]
- رقية بنت محمد.[16]
- السيدة آمنة أم كلثوم، بنت رسول الله.[17]
- فاطمة الزهراء، ابنة محمد حيث يزعم أنها دفنت هناك، على الرغم من أن موقع قبرها متنازع عليه.[18]
- زينب الكبرى، هي بنت علي، ويعتقد بعض العلماء أنها دفنت في البقيع.
- أم كلثوم بنت علي، وفي بعض الرويات أنها دفنت في البقيع.
- خديجة، هي بنت علي، دفنت في البقيع حسب بعض أراء العلماء.[19]
- العباس بن عبد المطلب، عم النبي محمد.[20]
- حسن بن علي، حفيد النبي، ابن فاطمة الزهراء وعلي بن أبي طالب.
- علي بن الحسين، والمعروف باسم زين العابدين[21]، حفيد فاطمة الزهراء وهو الوحيد من الذكور البالغين الذي نجا من معركة كربلاء لأنه كان مريضا، ولا يمكنه القتال. وهو رابع أئمة الشيعة بكل طوائفهم.
- محمد الباقر، ابن علي بن الحسين، الإمام الخامس وفقا للشيعة.[22]
- جعفر الصادق، ابن محمد الباقر، الإمام السادس لدى الشيعة الإثنا عشرية والإسماعيلية. معلم جابر بن حيان، أبو حنيفة النعمان، محمد بن إدريس الشافعي، مالك بن أنس.
- عبد الله بن جعفر بن أبي طالب، الذي كان زوج حفيدة رسول الله وابنة علي زينب بنت علي.[23]
- عقيل بن أبي طالب الشقيق الأكبر للإمام علي.[24]
- سكينة بنت الحسين [25]، أبنة الحسين بن علي.
- عبد الله بن جعفر الصادق[26]، بن جعفر الصادق.
- جمانة بنت أبي طالب، ابنة عم الرسول محمد.
- زينب بنت أبي سلمة [27]، ربيبة الرسول محمد.
- عبد الله بن موسى الجون بن عبد الله بن الحسن ابن الحسن.[28]
- نوفل بن الحارث بن عبد المطلب.[29][30]
- عمر بن علي بن أبي طالب.[31]
- زيد بن عمر بن الخطاب.[32]
- موسى بن عبد الله بن موسى الجون ابن عبد الله بن الحسن بن الحسن بن علي بن أبي طالب.[33]

### الشخصيات البارزة الأخرى
- عثمان بن مظعون، صحابي دفنه النبي محمد في البقيع فكان أولَ من دُفِن فيه.
- أسعد بن زرارة، صحابي قيل إنه أول من دُفِنَ في البقيع.
- عثمان بن عفان، صاحب النبي محمد وصهره والخليفة الراشد الثالث، دفن في مزرعته الملاصقة للبقيع، التي أصبحت فيما بعد جزءًا من البقيع.
- أروى بنت كريز صحابية بنت عمة النبي ووالدة عثمان بن عفان.
- عبد الرحمن بن عوف، صحابي من العشرة المبشرين بالجنة.
- سعيد بن زيد، صحابي من العشرة المبشرين بالجنة.
- سعد بن معاذ، صحابي.
- أبو سفيان بن حرب، صحابي.
- سعيد بن المسيب، تابعي من الفقهاء السبعة.
- عبيد الله بن عبد الله بن عتبة، تابعي من الفقهاء السبعة.
- عروة بن الزبير، تابعي من الفقهاء السبعة.
- القاسم بن محمد بن أبي بكر، تابعي من الفقهاء السبعة.
- أبو بكر بن عبد الرحمن، تابعي من الفقهاء السبعة.
- أبان بن عثمان بن عفان، تابعي من فقهاء المدينة.
- سالم بن عبد الله بن عمر بن الخطاب، تابعي من الفقهاء السبعة.
- خارجة بن زيد بن ثابت، تابعي من الفقهاء السبعة.
- سليمان بن يسار، تابعي من الفقهاء السبعة.
- أبو سلمة بن عبد الرحمن بن عوف، تابعي من فقهاء المدينة.
- مالك بن أنس، إمام المذهب المالكي وفقيه مسلم.
- شمس الدين السخاوي، محدث ومؤرخ مصري.
- محمد حياة السندي، عالم محدث.
- الإمام شامل، زعيم مسلم ومناضل من القوقاز.
- محمد محمود ولد الشيخ زيدان عالم دين موريتاني.
- محمد الغزالي عالم ومفكر إسلامي مصري، يعد أحد دعاة الفكر الإسلامي في العصر الحديث.
- محمد سيد طنطاوي، شيخ الأزهر.
- محمد إدريس السنوسي، ملك ليبيا السابق.
- حسن الرضا السنوسي، ولي عهد ليبيا.
- السلطان عبد المجيد الثاني، الخليفة العثماني الأخير.
- محمد زكريا الكاندهلوي، عالم محدث فقيه.
- عامر السيد عثمان، شيخ عموم المقارئ المصرية.
- المختار بن حامدُنْ مؤرخ وشاعر موريتاني.
- عمر بن حمدان (1874- 3 اغسطس 1949) عالم مسلم تونسي ومدرس الحرمين.
- محمد باشا المحمد، كبير أمراء عكار.[34]
- زين العابدين بن علي، رئيس تونس السابق.
- عبد الرحمن سوار الذهب، رئيس السودان السابق.
- أحمد بن زين الدين الأحسائي، فيسلوف ومتكلم مسلم وفقيه جعفري.

## معرض صور

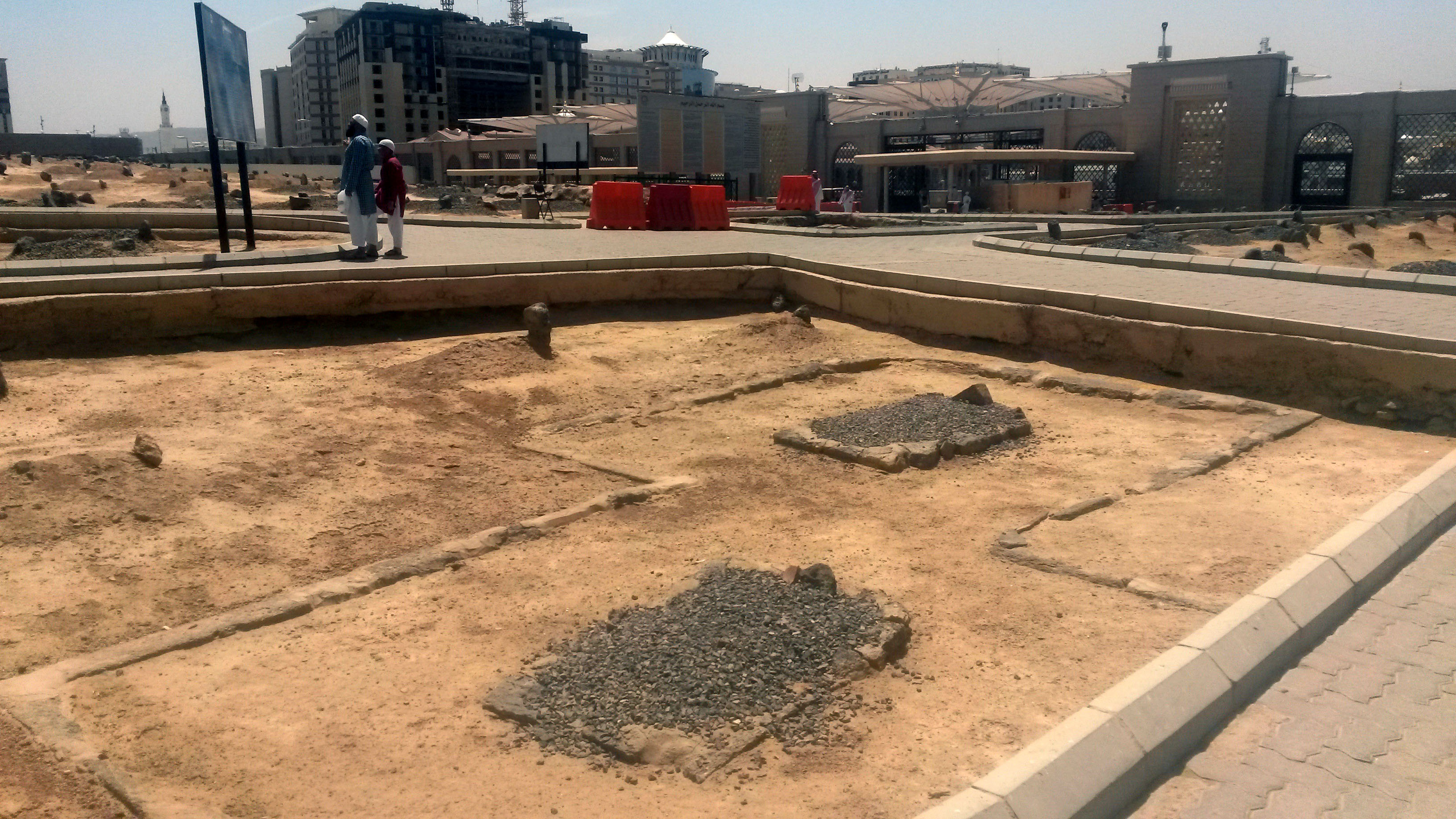
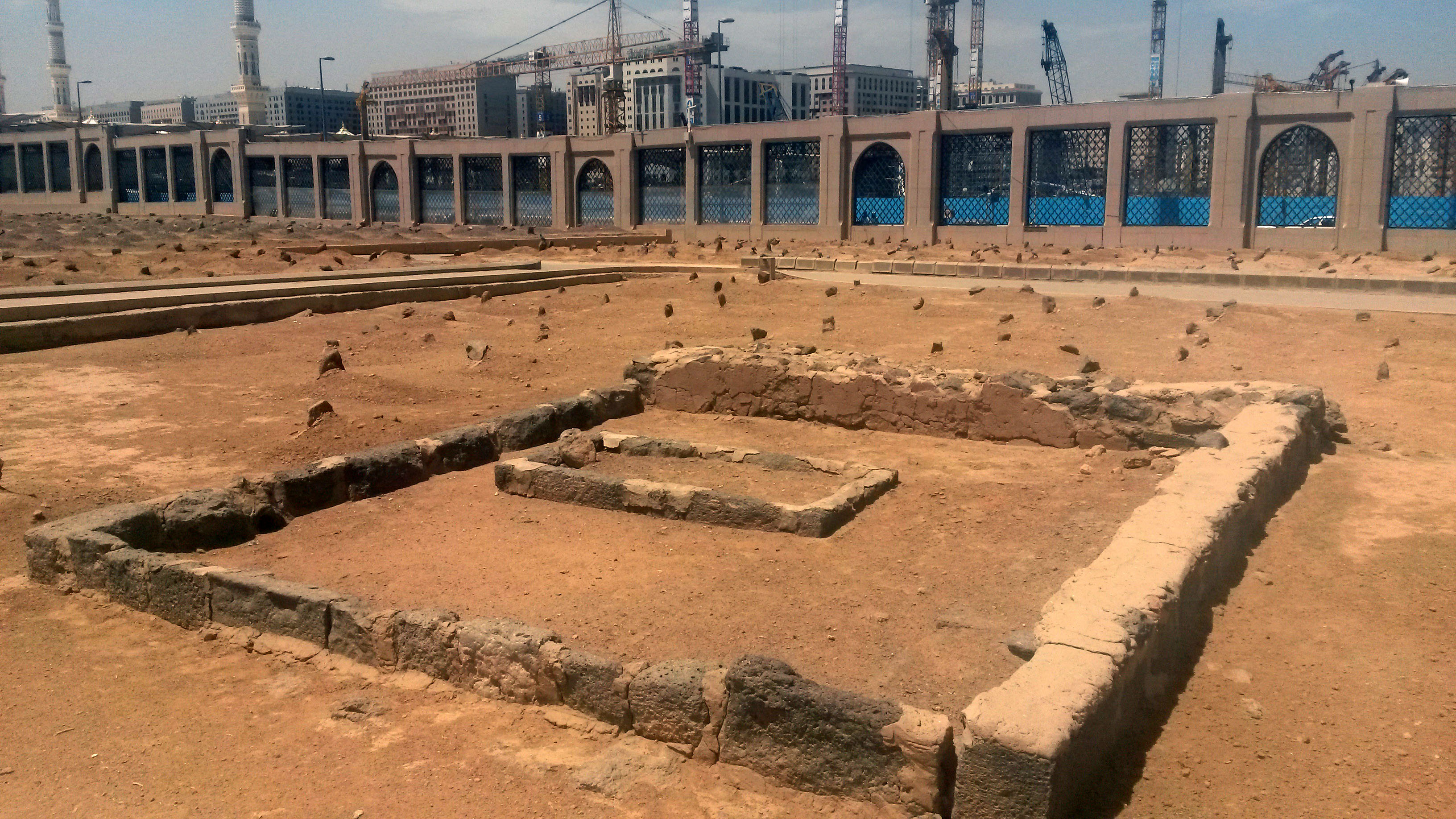
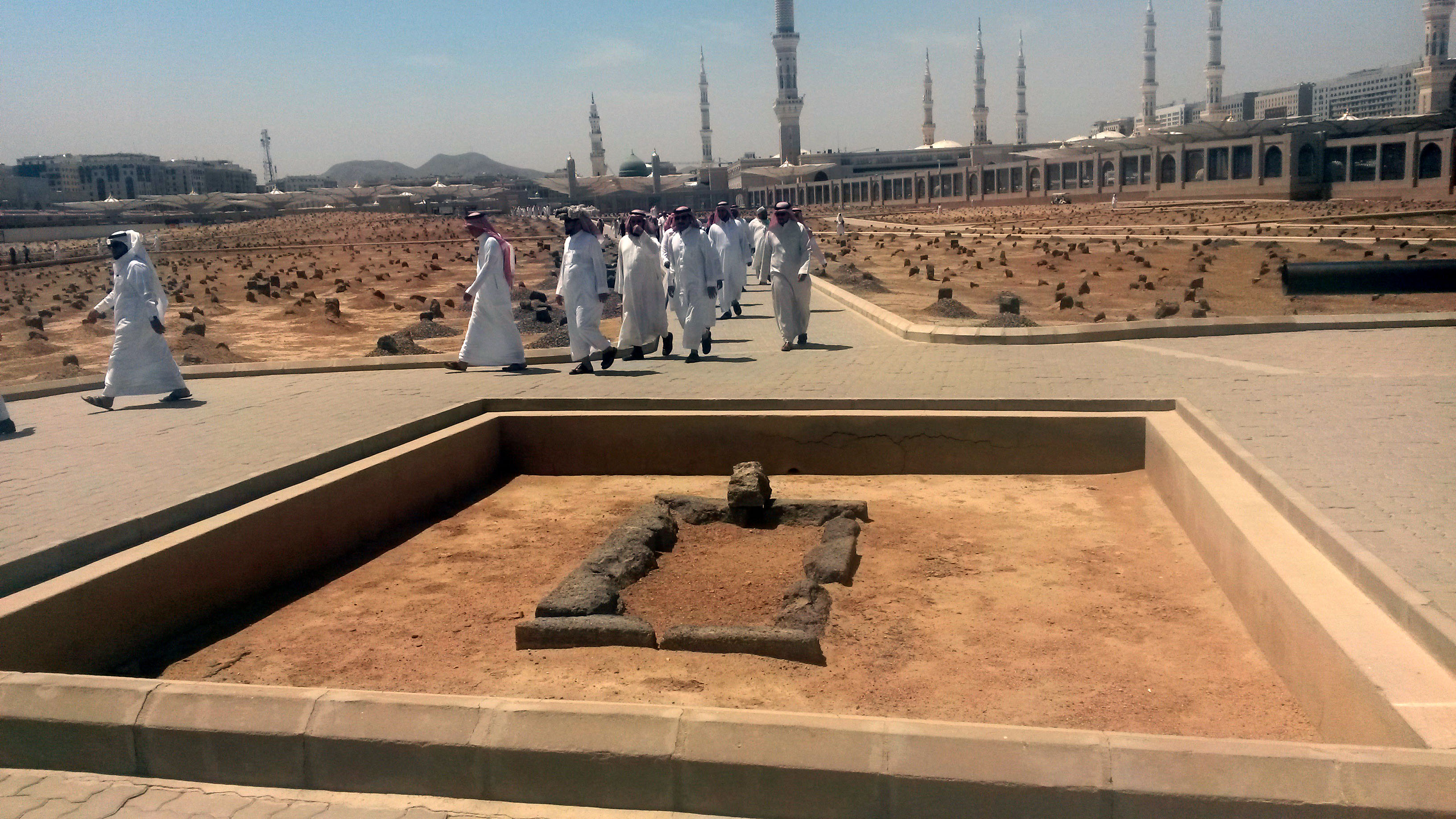
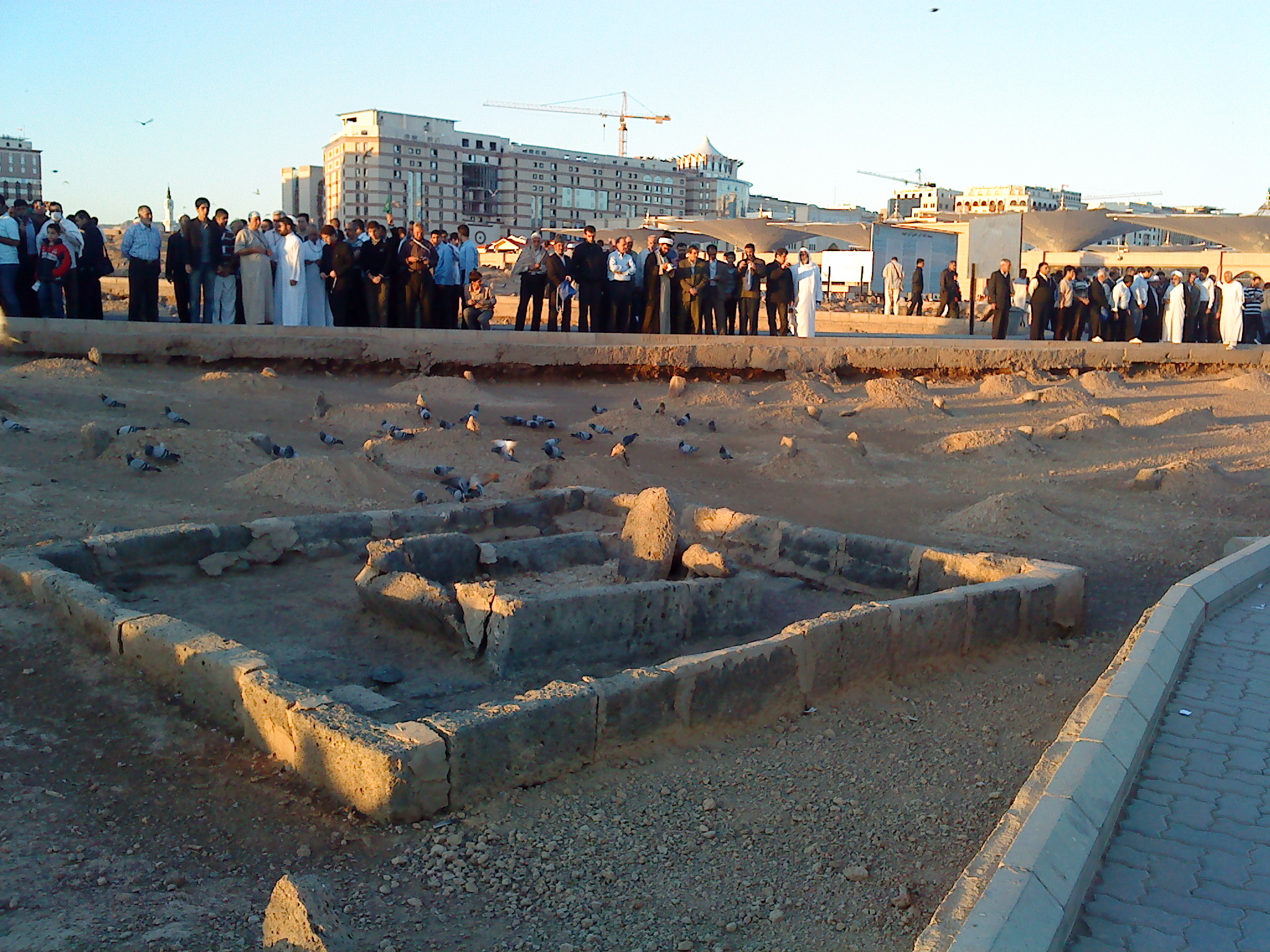
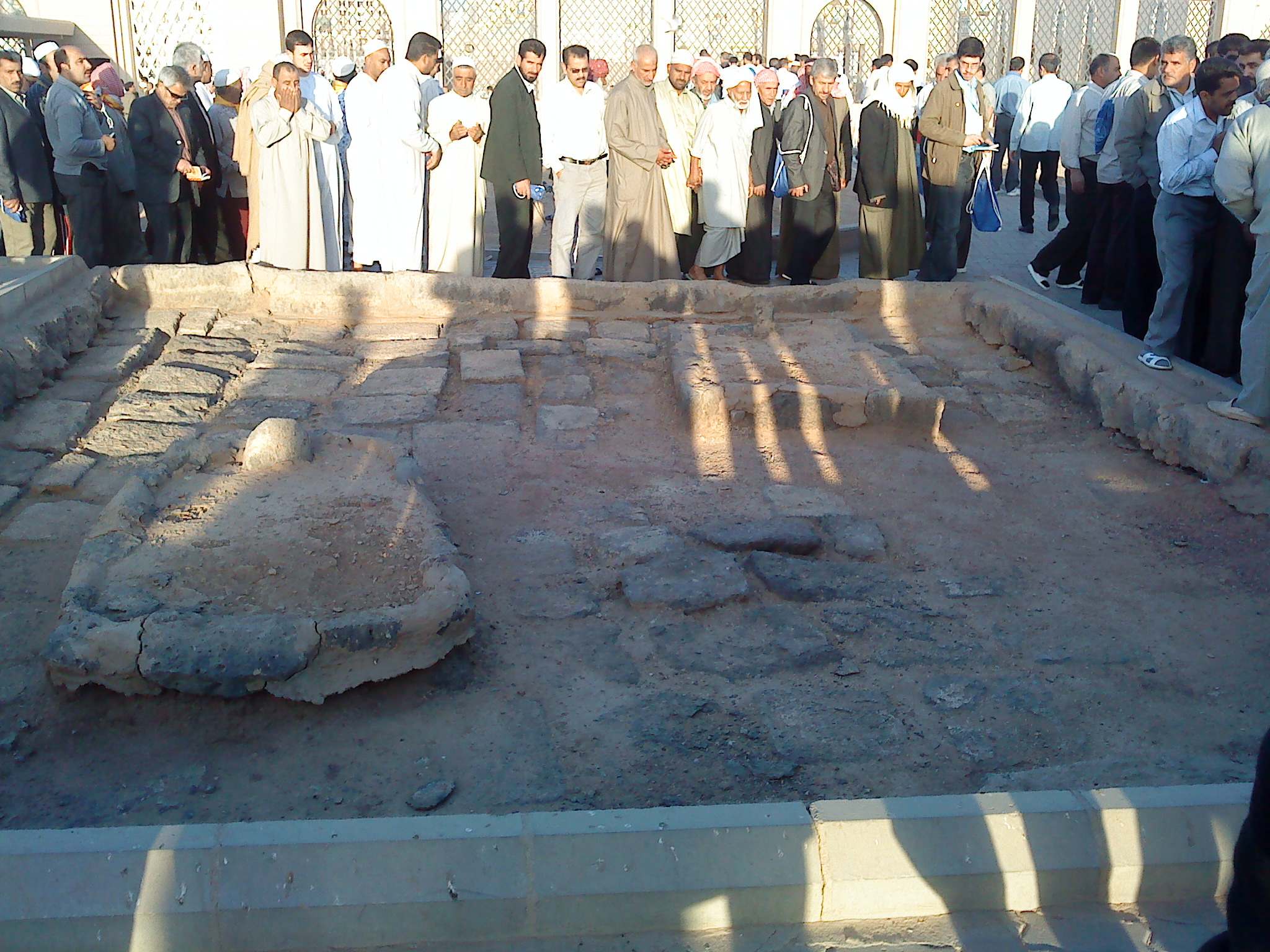
قبر عبد الله بن جعفر بن أبي طالب (على اليسار) وقبر عقيل بن أبي طالب في مقبرة البقيع

## وصلات خارجية
- أماكن ثلاثية الأبعاد: بقيع الغرقد - جولة افتراضية
- خريطة بقيع الغرقد
- تاريخ بقيع الغرقد
- أقدم صور بقيع الغرقد